# Клара Фрид-Банфалви
Клара Фрид-Банфалви (мађ. Klára Fried-Bánfalvi; Будимпешта, 9. мај 1931 — Беч 15. јул 2009. бивша је мађарска кајакашка репрезентативка Мађарске, крајем 1940-их до прве половине 1960.их година. Два пута учесница Летњих олимпијских игара, бронзана медаља са Олимпијских игара у Риму, светска првакиња, добитнца две бронзане медаље на Европском првенству, победница многих националних и међународних регата.

## Биографија
Клара Фрид-Банфалви је рођена у Будимпешти, има јеврејско порекло.
Активно се бавила веслањем у четрнаестој години живота одмах након завршетка Другог светског рата. Обоучавала се будимпештански спортским клубовима Електромош и Ујпешт.
Први велики успех на међународном нивоу сениора постигнут је већ у сезони 1948. године, када је била позвана у репрезентацију Мађарске и захваљујући серији успешних такмичења добила је право да брани част државе на Летним олимпијским играма у Лондону - тада је имала само седамнаест година. Била је прва представница Мађарске која је у чествовала на олимпијским играма у кајакаштву а са 17 година и 96 дана, најммлађи учесник такмичења у кајаку и кануу на Летњим олимпијским играма 1948.. Такмичила се класичном кајаку једноседу К-1 на дистанци од 500 метара и упркос својој младости, успела је доћи до финала, где је завршила као четврта, заостатући једну секунду иза другопласиране и још мање иза трећепласине.
Године 1954. освојила је светско првенство у француском Макону, веслајући у кајаку двоседу са партнерком Хилдом Пинтер на пет стотина метара. У 1959. на Европском првенству у Дуисбургу, осваја бронзу у једноседу на 500 метара. Успешно је прошла квалификације за Олимпијске игре 1960. у Риму где се такмичила у две дисциплине. У кајаку једноседу освојила је 5 место док је двоседу на истој дистанци пару са Вилмом Ергеши била трећа. Само су посаде из Совјетског Савеза и репрезентације Уједињеног немачког тима биле боље од њих.
Након римских олимпијских игара, Клара Фрид-Банфалви је остала још неко време у репрезентацији, па тако 1961. године учествије на Европском првенству у Познању у Пољској, где је опет постала бронзана овог пута у дисцилини кајака четвороседа на 500 м.
У својој дугогодишњој каријери од 1945 до 1963. Клара Фрид-Банфалви, на првенстма Мађарске освојила је укупно 37 медаља, од тога 31 златну, 3 сребрне и 2 бронзане у разним дисциплинама